# Jayce and the Wheeled Warriors
Jayce and the Wheeled Warriors is een tekenfilmserie uit 1985 die losjes werd gebaseerd op de speelgoedlijn "Wheeled Warriors" van Mattel. De serie werd geproduceerd door televisieproductiebedrijven DiC Audiovisuel en ICC TV Productions.
Stemmen werden ingesproken door onder anderen Darrin Baker, John Stocker en Dan Hennessey. Jean Chalopin, een van de producers van de serie en de oprichter van DiC Audiovisuel, nam voor de Franse versie de taak van verteller op zich.
In totaal werden er 65 afleveringen gemaakt.

## Stemrolverdeling
- Darrin Baker als Jayce
- Charles Joliffe als Gillian
- Luba Goy / Gilles Tamiz als Oon
- John Stocker als Gun Grinner
- Dan Hennessey als Audric, K.O. Kruiser, en Saw Trooper
- Valerie Politis / Barbara Tissier / Isabelle Ganz als Flora
- Giulio Kukurugya als Saw Boss
- Len Carlson / Gilles Guillot / Daniel Gall als Herc Stormsailor en Terror Tank
- Pierre Garin als Diskor

## Lijst van afleveringen
1. Escape from the Garden of Evil
2. The Vase of Xiang
3. Steel Against Shadow
4. Silver Crusaders
5. Ghostship
6. Flora, Fauna and the Monster Minds
7. Fire and Ice
8. Space Outlaws
9. Future of the Future
10. Underwater
11. Frostworld
12. Critical Mess
13. The Purple Tome
14. Hook, Line and Silver
15. Bloodstone
16. The Slaves of Adelbaren
17. The Hunt
18. Blockade Runners
19. The Sleeping Princess
20. Deadly Reunion
21. Sky Kingdom
22. Quest into Shadow
23. Unexpected Trouble
24. Bounty Hunters
25. Double Deception
26. Gate World
27. Space Thief
28. Moon Magic
29. Affair of Honor
30. Doomed Flower
31. The Stallions of Sandeen
32. Brain Trust
33. Lightning Strikes Twice
34. The Liberty Stone
35. The Vines
36. The Space Fighter
37. Heart of Paxtar
38. Appointment at Forever
39. What's Going On?
40. Dark Singer
41. Swamp Witch
42. Deadly Reflections
43. Early Warning
44. A Question of Conscience
45. Life Ship
46. The Mirage Makers
47. Do Not Disturb
48. Dreamworld
49. The Children of Solarus II
50. The Gardner
51. Armada
52. The Chimes of Sharpis
53. Galaxy Gamester
54. Circus Planet
55. Common Bond
56. Mistress of Soul Tree
57. The Life Eater
58. Wasteland
59. The Oracle
60. Short Circuit, Long Wait
61. Time and Time Again
62. The Source
63. The Raid
64. The Squire Smith
65. Final Ride at Journey's End